# Viktoriya Tomova
Viktoriya Tomova, née le 25 février 1995 à Sofia, est une joueuse bulgare de tennis.
Elle joue périodiquement pour son pays en Coupe Billie Jean King.

## Carrière professionnelle
Après plusieurs années à naviguer entre la 100e et 200e place mondiale, elle entre dans le top 100 fin août 2022.
Le 23 septembre 2022, elle accède à sa première finale en catégorie WTA 125 lors du tournoi de Budapest.
L'année suivante, elle gagne son 1er titre WTA 125 à Chicago.
En juillet 2024, elle entre dans le top 50 (48e, puis 46e).

## Palmarès

### Titre en simple en WTA 125
| No | Date       | Nom et lieu du tournoi        | Catégorie | Dotation  | Surface    | Finaliste  | Score    |          |
| -- | ---------- | ----------------------------- | --------- | --------- | ---------- | ---------- | -------- | -------- |
| 1  | 21-08-2023 | Chicago Women's Open, Chicago | WTA 125   | 125 000 $ | Dur (ext.) | Claire Liu | 6-1, 6-4 | Parcours |

### Finales en simple en WTA 125
| No | Date       | Nom et lieu du tournoi                       | Catégorie | Dotation  | Surface      | Vainqueure       | Score           |          |
| -- | ---------- | -------------------------------------------- | --------- | --------- | ------------ | ---------------- | --------------- | -------- |
| 1  | 19-09-2022 | Budapest Open 125, Budapest                  | WTA 125   | 115 000 $ | Terre (ext.) | Tamara Korpatsch | 7-63, 64-7, 6-0 | Parcours |
| 2  | 10-06-2024 | BBVA Open Internacional de Valencia, Valence | WTA 125   | 115 000 $ | Terre (ext.) | Ann Li           | 6-3, 6-4        | Parcours |

## Parcours en Grand Chelem

### En simple dames
| Année | Open d'Australie | Open d'Australie  | Internationaux de France | Internationaux de France | Wimbledon       | Wimbledon        | US Open         | US Open               |
| ----- | ---------------- | ----------------- | ------------------------ | ------------------------ | --------------- | ---------------- | --------------- | --------------------- |
| 2016  | —                | —                 | —                        | —                        | —               | —                | Q3              | Montserrat González   |
| 2017  | Q3               | Eri Hozumi        | Q1                       | Arantxa Rus              | Q1              | Luksika Kumkhum  | Q3              | Lesley Kerkhove       |
| 2018  | 1er tour (1/64)  | Nicole Gibbs      | Q2                       | Bianca Andreescu         | 2e tour (1/32)  | Serena Williams  | Q1              | Antonia Lottner       |
| 2019  | Q1               | Varvara Lepchenko | Q1                       | Julia Glushko            | Q1              | Richèl Hogenkamp | Q1              | Anna Kalinskaya       |
| 2020  | Q2               | Monica Niculescu  | Q1                       | Réka Luca Jani           | Annulé          | Annulé           | 1er tour (1/64) | Amanda Anisimova      |
| 2021  | Q2               | Rebecca Marino    | Q2                       | Kurumi Nara              | Q2              | Danielle Lao     | 1er tour (1/64) | Lauren Davis          |
| 2022  | 1er tour (1/64)  | Alizé Cornet      | 1er tour (1/64)          | Danielle Collins         | 2e tour (1/32)  | María Sákkari    | Q3              | Viktória Kužmová      |
| 2023  | 1er tour (1/64)  | Belinda Bencic    | 1er tour (1/64)          | Ekaterina Alexandrova    | 2e tour (1/32)  | Katie Boulter    | 1er tour (1/64) | Peyton Stearns        |
| 2024  | 2e tour (1/32)   | Elina Svitolina   | 2e tour (1/32)           | Wang Xinyu               | 1er tour (1/64) | Wang Xinyu       | 1er tour (1/64) | Ekaterina Alexandrova |
| 2025  | 1er tour (1/64)  | Daria Kasatkina   | 1er tour (1/64)          | Veronika Kudermetova     | 2e tour (1/32)  | Sonay Kartal     |                 |                       |

N.B. : à droite du résultat se trouve le nom de l'ultime adversaire.

### En double dames
| Année | Open d'Australie                                                                           | Open d'Australie                                                                   | Internationaux de France                                                              | Internationaux de France                                                            | Wimbledon                                                                           | Wimbledon | US Open | US Open |
| ----- | ------------------------------------------------------------------------------------------ | ---------------------------------------------------------------------------------- | ------------------------------------------------------------------------------------- | ----------------------------------------------------------------------------------- | ----------------------------------------------------------------------------------- | --------- | ------- | ------- |
| 2022  | —                                                                                          | —                                                                                  | —                                                                                     | —                                                                                   | 2e tour (1/16) E. Cocciaretto \|\| style="text-align:left;" \| N. Melichar E. Perez | —         | —       |         |
| 2023  | —                                                                                          | —                                                                                  | 1er tour (1/32) N. Dzalamidze \|\| style="text-align:left;" \| K. Mladenovic Zhang S. | 1er tour (1/32) L. Bronzetti \|\| style="text-align:left;" \| M. Kato A. Sutjiadi   | —                                                                                   | —         |         |         |
| 2024  | 1er tour (1/32) M. Andreeva \|\| style="text-align:left;" \| A. Blinkova A. Sasnovich      | 1er tour (1/32) M. Frech \|\| style="text-align:left;" \| S. Kenin B. Mattek-Sands | 1er tour (1/32) K. Piter \|\| style="text-align:left;" \| O. Gadecki E. Lechemia      | 1er tour (1/32) A. Tomljanović \|\| style="text-align:left;" \| P. Martić S. Rogers |                                                                                     |           |         |         |
| 2025  | 2e tour (1/16) R. Šramková \|\| style="text-align:left;" \| K. Rakhimova S. Sorribes Tormo | 1/8 de finale R. Šramková \|\| style="text-align:left;" \| U. Eikeri E. Hozumi     | 1er tour (1/32) A. Tomljanović \|\| style="text-align:left;" \| E. Hozumi A. Sutjiadi |                                                                                     |                                                                                     |           |         |         |

N.B. : le nom de la partenaire se trouve sous le résultat ; les noms des ultimes adversaires se trouvent à droite.

## Parcours en WTA 1000
Les tournois WTA « Premier Mandatory » et « Premier 5 » (entre 2009 et 2020) et WTA 1000 (à partir de 2021) constituent les catégories d'épreuves les plus prestigieuses, après les quatre levées du Grand Chelem. 

De 2009 à 2023, les tournois Premier Mandatory (dits tournois WTA 1000 obligatoires entre 2021 et 2023) regroupent Indian Wells, Miami, Madrid et Pékin, les autres constituant les tournois Premier 5 (tournois WTA 1000 non-obligatoires). À partir de 2024, le nombre de tournois WTA 1000 passe à 10 par saison (fin de l’alternance Doha / Dubaï), ces derniers devenant tous obligatoires et offrant tous 1000 points à la vainqueure (contre 900 points précédemment pour les tournois Premier 5).

### En simple dames
| Année |       |                                |                              |                           |                             |                            |                               |                             |                              |                          |  |                         |
| Doha  | Dubaï | Indian Wells                   | Miami                        | Madrid                    | Rome                        | Canada                     | Cincinnati                    | Pékin                       |                              | Wuhan                    |  |                         |
| Doha  | Dubaï | Indian Wells                   | Miami                        | Madrid                    | Rome                        | Canada                     | Cincinnati                    | Pékin                       | Guadalajara                  |                          |  |                         |
| Doha  | Dubaï | Indian Wells                   | Miami                        | Madrid                    | Rome                        | Canada                     | Cincinnati                    | Pékin                       |                              |                          |  |                         |
| 2023  |       | WTA 500                        | 2e tour (1/16) J. Pegula     |                           | 2e tour (1/32) D. Collins   | 1er tour (1/64) J. Grabher | 1er tour (1/64) Y. Putintseva |                             |                              |                          |  |                         |
| 2024  |       | 1er tour (1/32) E. Alexandrova | 1er tour (1/32) L. Samsonova | 2e tour (1/32) C. Garcia  | 2e tour (1/32) C. Garcia    | 1er tour (1/64) Wang X.    |                               | 1er tour (1/32) M. Uchijima | 1er tour (1/32) Ka. Plíšková | 2e tour (1/32) P. Badosa |  | 2e tour (1/16) C. Gauff |
| 2025  |       |                                |                              | 2e tour (1/32) M. Sákkari | 2e tour (1/32) A. Sabalenka | 1er tour (1/64) A. Eala    | 1er tour (1/64) E. Arango     | 1er tour (1/64) D. Collins  | 2e tour (1/32) D. Yastremska |                          |  |                         |

Sous le résultat, l’ultime adversaire.
1. 1 2   Les tournois de Doha et Dubaï alternent le statut de tournoi WTA 1000 (ex Premier 5) entre 2009 et 2023 : les trois premières éditions ont lieu à Dubaï, les trois suivantes à Doha, puis Dubaï accueille le tournoi de cette catégorie les années impaires et Dubaï les années paires. De 2011 à 2023, la ville qui n’accueille pas de WTA 1000 organise à la place un tournoi WTA 500 (ex Premier).
2. 1 2 3 4 5 6 7   L’ordre de déroulement des tournois a évolué depuis 2009 : Rome se dispute avant Madrid et Cincinnati avant Montréal/Toronto jusqu’en 2010, tandis que Tokyo (2009-2013)-Wuhan (2014-2019, 2024-)-Guadalajara (2022-2023) ont lieu avant Pékin jusqu’en 2023.

## Parcours aux Jeux olympiques

### En simple dames
| # | Date       | Nom de l'olympiade         | Surface             | Résultat       | Ultime adversaire | Score          |          |
| - | ---------- | -------------------------- | ------------------- | -------------- | ----------------- | -------------- | -------- |
| 1 | 27/07/2024 | Olympic Tennis Event Paris | Terre battue (ext.) | 2e tour (1/16) | Emma Navarro      | 65-7, 6-4, 6-1 | Parcours |

## Classements WTA en fin de saison
| Année          | 2012 | 2013 | 2014 | 2015 | 2016 | 2017 | 2018 | 2019 | 2020 | 2021 | 2022 | 2023 | 2024 |
| Rang en simple | –    | 397  | 332  | 474  | 152  | 141  | 156  | 160  | 138  | 116  | 90   | 96   | 49   |
| Rang en double | 869  | 353  | 301  | 730  | 397  | –    | –    | –    | –    | 1668 | 1539 | 1070 | 433  |

Source : (en) Classements de Viktoriya Tomova sur le site officiel de la Fédération internationale de tennis